# Ruby MRI

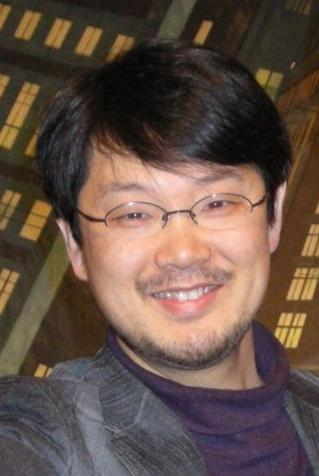
Yukihiro Matsumoto, le créateur du langage Ruby.

Ruby MRI (de l'anglais Matz's Ruby Interpreter, parfois appelé CRuby) est l'implémentation de référence du langage de programmation Ruby.
Jusqu'à la standardisation du langage en 2011 (JIS X 3017:2011) et en 2012 (ISO 30170:2012), l'implémentation MRI était considérée de facto comme la référence. Le projet RubySpec a permis de réaliser une vaste série de tests sur le comportement des versions 1.8.6/1.8.7/1.9, en faisant un outil de conformité de référence.
En janvier 2014, la dernière version stable est Ruby 2.1.0.